# Karl Kuhnke

Karl Kuhnke, Porträtfoto aus dem Reichstags-Handbuch 1933

Karl August Kuhnke (* 28. Februar 1881 in Zühlsdorf, Kreis Arnswalde; † unbekannt) war ein deutscher Politiker (DNVP).

## Leben und Wirken
Kuhnke besuchte die Realschule in Arnswalde, anschließend war er ab 1897 als praktischer Landwirt tätig.
Von Sommer 1914 bis Ende 1918 nahm Kuhnke am Ersten Weltkrieg teil. Nach seiner Entlassung aus der Armee im Rang eines Leutnants begann Kuhnke sich während der Revolutionszeit politisch zu betätigen.
1919 trat Kuhnke in die Deutschnationale Volkspartei (DNVP) ein. Bei der Reichstagswahl vom September 1930 wurde er erstmals in den Reichstag gewählt, in dem er zunächst bis zum Juli 1932 den Wahlkreis 6 (Pommern) vertrat. Nach einer viermonatigen Abwesenheit vom Reichstag in der Zeit von Juli bis November 1932 konnte Kuhnke bei der Reichstagswahl vom November 1932 auf Reichswahlvorschlag der DNVP in den Reichstag zurückkehren. Bei der Reichstagswahl vom März 1933 konnte Kuhnke sein Mandat für den Wahlkreis 6 erneuern. Er gehörte dem Berliner Parlament anschließend noch bis zum November 1933 als Abgeordneter an. Zu den bedeutenden parlamentarischen Ereignissen, an denen Kuhnke während seiner Abgeordnetenzeit teilnahm, gehörte unter anderem die Abstimmung über das – auch mit Kuhnkes Stimme angenommene – Ermächtigungsgesetz im März 1933.
Kuhnkes weiterer Lebensweg nach seinem Ausscheiden aus dem Reichstag ist unklar. Im Adressbuch für Stadt und Kreis Pyritz für das Jahr 1935 ist Kuhnke noch als Landwirt in Kossin verzeichnet.

## Ehe und Familie
Am 9. Oktober 1908 heiratete Kuhnke in Stettin Emma Maria Elisabeth Klückmann (* 31. Januar 1886 in Zühlsdorf).